# 大野村 (山口県)
大野村（おおのそん）は、山口県熊毛郡にあった村。現在の平生町大字大野南・大野北にあたる。

## 地理
- 山岳 ： 箕山、杵崎山

## 歴史
- 1889年（明治22年）4月1日 - 町村制の施行により、大野南村・大野北村の区域をもって発足。
- 1955年（昭和30年）1月1日 - 平生町・曽根村・佐賀村と合併し、改めて平生町が発足。同日大野村廃止。

## 出身者
・吉村軌一-「翻訳に携わる」